# Thomas Hanschke
Thomas Hanschke (* 13. Mai 1949 in Erlangen) ist ein deutscher Mathematiker und Universitätsprofessor. Von Juli 2008 bis September 2018 war er Präsident der Technischen Universität Clausthal.

## Leben
Hanschke wurde in Erlangen geboren und wuchs in Lübeck auf. Er studierte von 1968 bis 1974 an den Universitäten Freiburg und Karlsruhe, wo er 1978 promoviert wurde. Anschließend war er an der Universität Freiburg und TU Graz tätig. Ab 1980 war Hanschke wissenschaftlicher Mitarbeiter an der Universität Mainz, wo er 1990 habilitierte. Daneben hatte er Lehraufträge an der Universität Kaiserslautern. Ab 1986 war er für IBM Deutschland tätig, ab 1992 leitete er nebenberuflich das Technology Board der IBM Deutschland Speichersysteme GmbH und war außerdem Mitglied der IBM Academy of Technology. 1993 wurde er zum C4-Professor für Stochastische Modelle an das Institut für Mathematik der TU Clausthal berufen. Von 2000 bis 2004 war er Prorektor für Studium und Lehre. Von 2004 bis 2015 war Hanschke Direktor des Simulationswissenschaftlichen Zentrums (SWZ) der TU Clausthal, seit 2013 in Kooperation mit der Georg-August-Universität Göttingen Simulationswissenschaftliches Zentrum Clausthal-Göttingen.
Im Juli 2008 übernahm er zunächst kommissarisch die Präsidentschaft der TU Clausthal für den krankheitsbedingt verfrüht ausgeschiedenen Edmund Brandt. Im Herbst 2009 wurde er für sechs Jahre und im Herbst 2014 für eine zweite Amtszeit bestätigt. Während dieser Zeit war er auch turnusmäßig 2011 und 2012 Vorsitzender der Niedersächsische Technische Hochschule. Seine Tätigkeit als Präsident der TU Clausthal endete am 30. September 2018. Für das Niedersächsische Ministerium für Wissenschaft und Kultur wirkte Hanschke ab 2018 als Beauftragter für die Hochschulzusammenarbeit zwischen Niedersachsen und China; eine Aufgabe, die er auch nach seiner Verabschiedung in den Ruhestand 2020 weiterführte.
Seine Forschungstätigkeit konzentrierte sich auf Warteschlangentheorien, die beispielsweise halfen, die Flugplanstrukturen am Frankfurter Flughafen zu optimieren. Zudem verfasste Hanschke Foto- und Textproduktionen für Tageszeitungen, Fachzeitschriften und Magazine über den alpinsportlichen Bereich sowie ein Buch zum Thema.

## Schriften
- Die von Bretschneider, Cohen und Schwartzbart-Puri entwickelten Warteschlangenmodelle mit wiederholten Versuchen, eine Methode zur Berechnung der ergodischen Projektion ihrer Markovschen Warteprozesse und die Simulation der Wartezeiten. Dissertation Universität Karlsruhe, 1978
- Alpine Ausrüstung. Bergverlag Rother, München 1984, ISBN 3-7633-6051-4